# Acheron River (Clarence River)
Der Acheron River ist ein Fluss in der Region Marlborough auf der Südinsel von Neuseeland.

## Geographie
Der Fluss entspringt auf einer Höhe von ca. 1745 m an der Westflanke des 2051 m hohen Blue Mountain, der zu den südwestlichen Ausläufern der Reglan Range gehört. Von dort aus fließt der Fluss in einer beständigen südwestlichen Richtung seinem Mündungsgebiet zwischen den Boddington Range in Westen, den Amuri Range in Osten und den Hanmer Range im Süden entgegen. Nach rund 71 km Flussverlauf mündet der Acheron River rund 18 km nordöstlich von Hanmer Springs in den Waiau Toa / Clarence River.
Zu seinen rechten Nebenflüssen zählen der Reihe nach der Saxton River, der Severn River und der Yarra River, wohingegen als linker Nebenfluss lediglich der Guide River zu erwähnen ist.
Benannt wurde er durch Edwin Dashwood und Captain William Mitchell.